# Otto Meyer
Otto Johan Fredrik Meyer, född 24 januari 1852 i Stockholm, död 26 september 1933 i Stockholm, var en svensk konstgjutare och grundare av Meyers konstgjuteri som han ledde till 1919. Otto Meyer var först att etablera en större, stabil konstgjutarverksamhet i Sverige, där mängder av gjutare och ciselörer gått i lära, mest känd är Herman Bergman. Meyer blev år 1901 även först i landet med en lyckad gjutning av en ryttarstaty, Magnus Stenbock i Helsingborg. Meyers firma låg på bakgården, Västmannagatan 81 och existerade fram till 1973.

## Biografi

### Utbildning

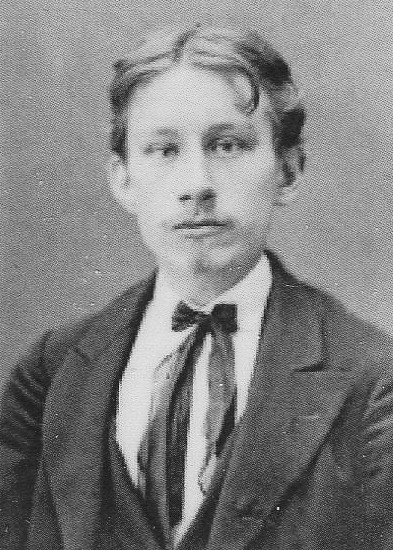
Otto Meyer ca 1870.

Otto Meyer (enligt dopboken: Johann Friedrich Otto Meijer) var son till hovlitografen Johan Fredrik Meyer och Theresa Katarina, född Rosenthal som omkring 1841 invandrat till Sverige från norra Tyskland. Sonen Otto växte upp med fem syskon, fyra bröder och tre systrar, bland dem Wilhelm Meyer och Carl Fredrik Meyer. 
Otto Meyer studerade vid Konstakademiens Principskola 1865–1868, vid Nya Elementarskolan 1866–1867 och vid Stockholms slöjdskola 1868–1870. Därefter fortsatte Meyer med studier och praktik i Tyskland, Österrike och Italien 1871–1873. 
Meyer kom in i konstgjutningsbranschen 1868 som tyskkunnig springpojke åt den tyske konstgjutaren Georg Herold som fått uppdraget att gjuta Johan Peter Molins Karl XII:s staty och Molins fontän. För uppgiften hämtades Herold, delägare i statygjutarfirman Lenz-Heroldt i Nürnberg, till Stockholm och Kungliga Myntet på Kungsholmen där det praktiska arbetet skulle genomföras. 
Medan Karl XII:s staty färdigställdes utan incidenter, medförde tillverkningen av Molins fontän att Georg Herold omkom den 28 juli 1871 efter en arbetsplatsolycka. Färdigställandet av fontänen fördröjdes och gjutningen flyttades sedan till Nürnberg. Meyer följde med, han deltog i fullbordandet av fontänen, transporten till Stockholm samt uppsättning i Kungsträdgården 1873. För sina insatser antogs han som konstformare hos Lenz-Heroldt och erhöll gesällbetyg därifrån.
Till Meyers vidare utveckling bidrog en mängd personer som gav honom möjlighet att fortsätta sin utbildning utomlands. Stödet kom bland annat från konstnärerna Johan Peter Molin och Fritiof Kjellberg, från industrimännen Jean och Carl Gerhard Bolinder, Oscar I:s änka Josefina samt ledarna för Slöjdskolan. Vid den tiden var inhemsk statygjutning av större statyer mycket ovanliga. Kunskapen fanns främst på kontinenten, bland annat i Tyskland, Frankrike och Österrike. Även om Otto Meyer inte var den allra första utbildade konstgjutaren i Sverige, så skulle han bli den förste som lyckades etablera ett framgångsrikt svenskt konstgjuteri.

### Aktiva år

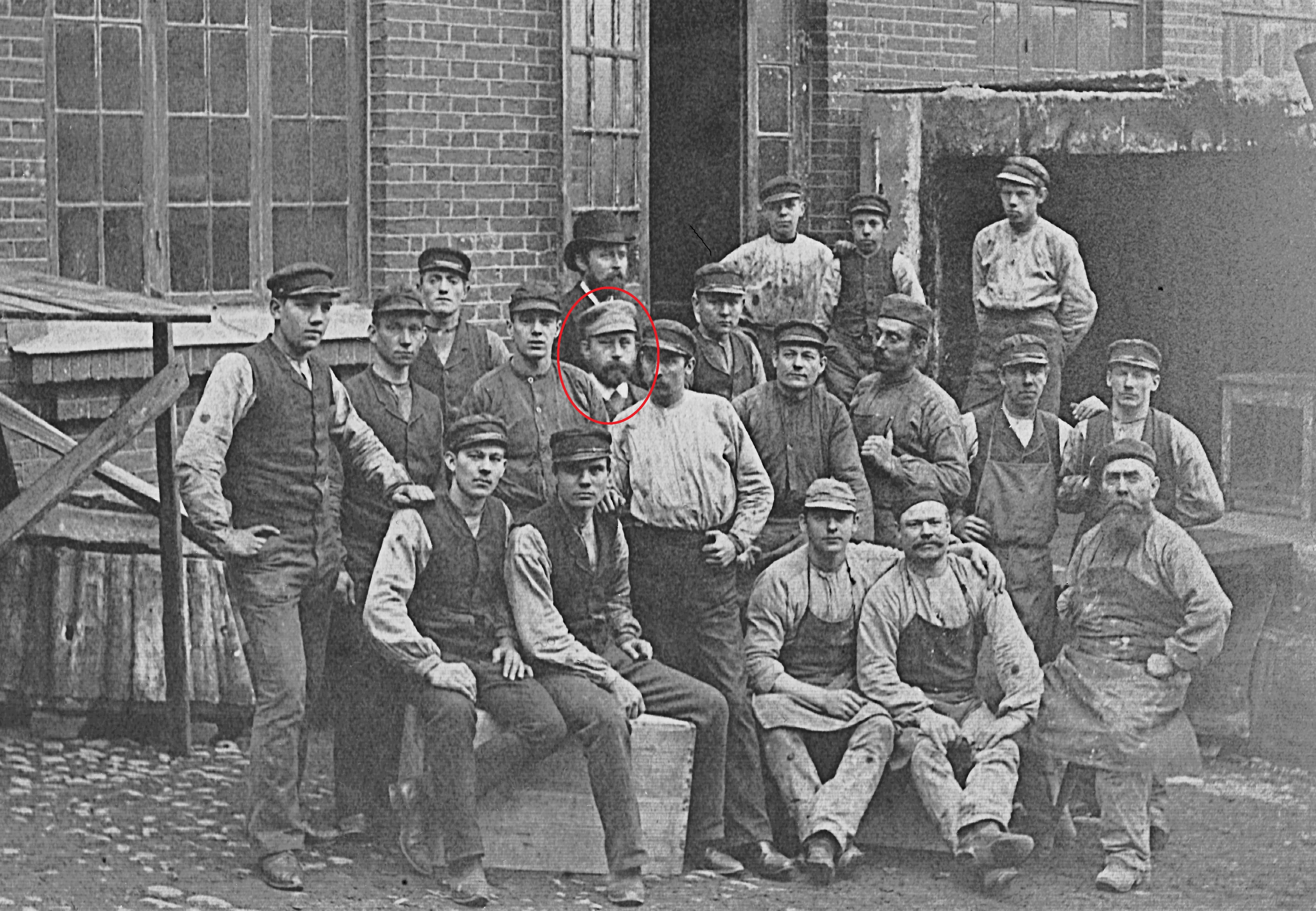
Arbetsstyrkan omkring 1890.
Meyer nummer fem från vänster (stående).

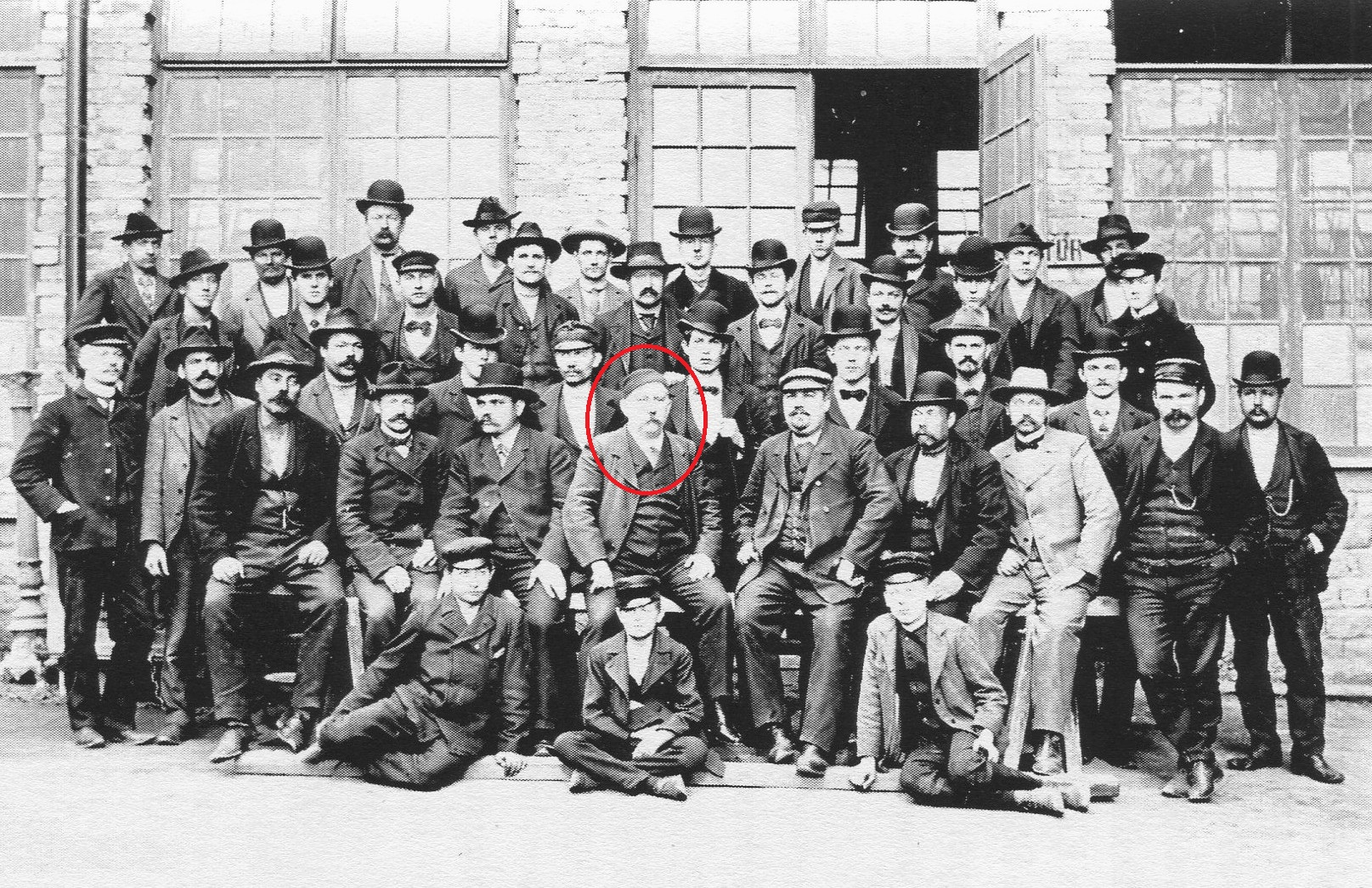
Arbetsstyrkan omkring 1910.
Meyer nummer sju från höger (sittande).

År 1874 återvände Meyer slutligen från utlandet och började som gelbgjutare på ett gjuteri vid Surbrunnsgatan. Den 23 mars 1875 lät Meyer registrera en egen firma vilken beskrevs som Fabrik för gjutning och förfärdigande till afsalu af allehanda slags metallarbeten. Enligt Stockholms adresskalender från 1876 låg Meyers första gjuteri vid Nybrogatan 13. Efter 1884 kallade han sitt företag Otto Meyer & K:i. 
Till en början hade Meyer svårt att få beställningar i brons. Han göt istället takprydnader och trädgårdsfigurer i zink. I mässing göts dörrhandtag, nyckelskyltar och dylikt. Produktionen av konstbronser expanderade kraftigt från cirka 1885. År 1895 gifte sig Meyer med folkskollärarinnan Anna Sofia Nilsson (1871-1953). De fick tre barn Greta, Fritz och Karin. 1897 utställde Meyer på Allmänna konst- och industriutställningen och fick ett helt kapitel i utställningens officiella berättelse.
Åren 1898-1900 hette företaget AB Förenade konstgjuterierna f.d. Otto Meyer & Komp. (kort "Förenade") och låg på Kungsholmen. Det nybildade bolaget var en sammanslagning av Meyers gjuteri med Stockholms Konst- och Metallgjuteri. Här var Meyer gjuterichef och styrelseledamot samt aktieägare. Bland andra delägare märks grosshandlaren Joseph Sachs, ägare av varuhuset Leja & Sachs, vilket medförde en del beställningar därifrån. Efter två år splittrades firman och Otto Meyer ville hellre vara oberoende av andra delägare och driva verksamheten efter eget huvud.
År 1900 kunde Meyer förverkliga sin egen rörelse under namnet Otto Meyers Konst, Metall- & Zinkgjuteri i ett nybyggt gjuteri på Västmannagatan 71 (nuvarande 81). Tomten hade han förvärvat av Stockholms stad och fabriken med kontor ritades av arkitektkontoret Ullrich & Hallquisth efter Meyers anvisningar. Arkitekterna Fritz Ullrich och Eduard Hallquisth var gamla bekanta till Meyer som framgår av en gästlista. Själv bodde han med familjen på Västmannagatan 26 (dagens 38) och från 1909 till sin död 1933 på Frejgatan 53 (dagens 73). Efter gjutningen av Karl XV:s staty (1909) sökte och fick han tillstånd att kalla sig kunglig hovleverantör.
Under sina glansdagar hade firman 50 medarbetare bestående av bland andra ciselörer, verkstadsmästare, svarvare och springpojkar samt en kontorist och en kamrer, den senare hette Otto Meyerson som dock inte var släkt med Otto Meyer. Om sina anställda förde chefen Meyer anteckningar i en speciell bok, som finns bevarad på Centrum för Näringslivshistoria. Varje tjänst var numrerad, anställningsdag, lön, adress samt vilka särskilda färdigheter personen i fråga hade framgick. Exempelvis tjänade gjutmästaren Oscar Lindroth 70 öre i timmen medan en verkstadsmästare fick 50 öre i timmen. På gjuteriet rådde en upräglat patriarkalisk struktur och någon fackförening skulle inte bildas. Troligen var lönerna låga, men Meyer anordnade gärna stora personalfester, speciellt efter lyckade gjutningar.
År 1912 och några år framåt hade Meyer en utställningslokal i gathuset på Västmannagatan. Tanken var att marknadsföra firmans produkter som gick att köpa eller beställa. Det var förmodligen Sveriges första permanenta och kommersiella utställning av skulpturer.

### Pensionering

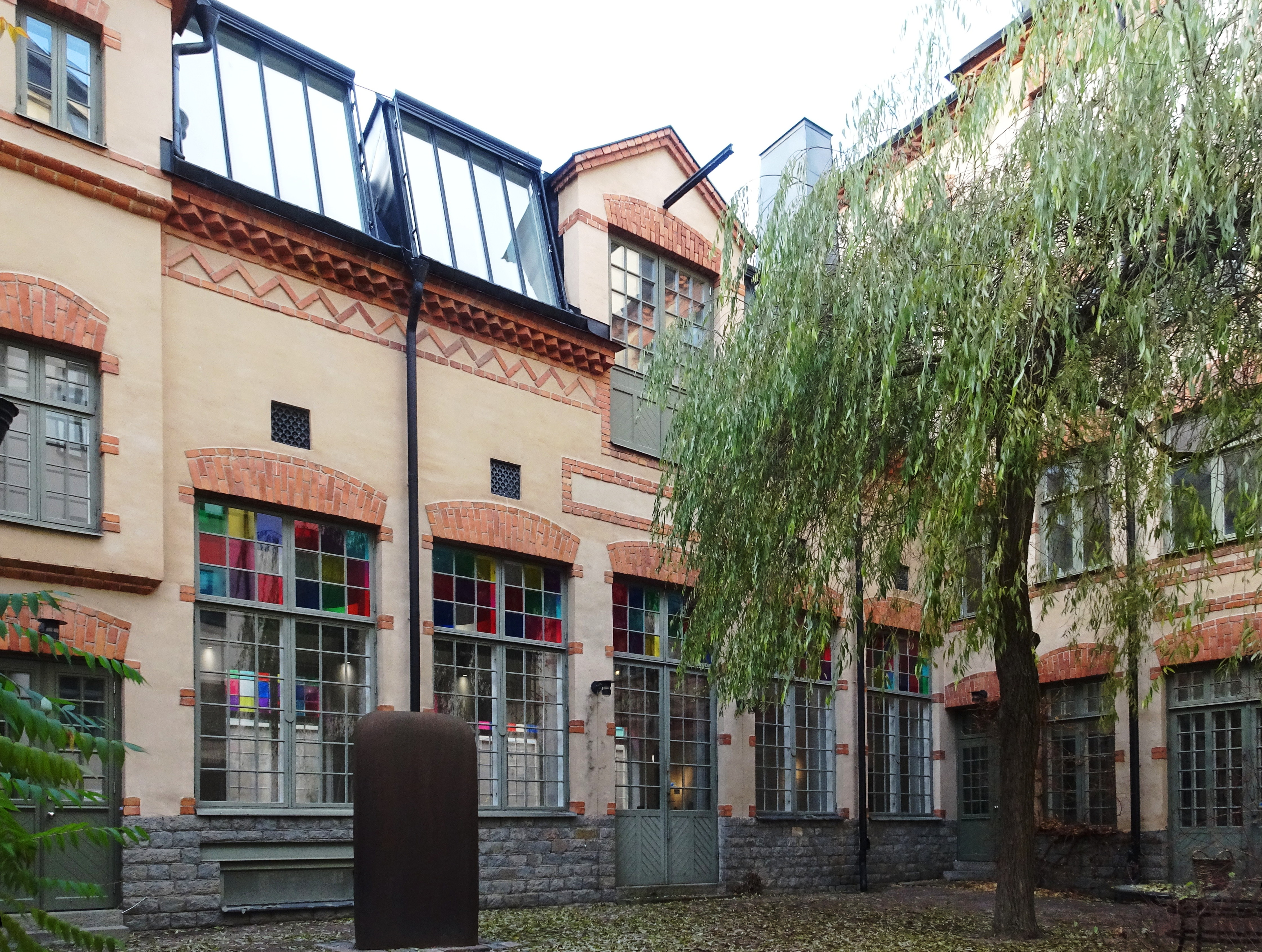
Meyers före detta gjuteri, 2019.

Mot slutet av första världskriget började Otto Meyer fundera på att gå i pension, han var då 66 år gammal. Tanken var att sonen Fritz (1897–1962) skulle ta över verksamheten men han skulle först praktisera där. Han gick motvillig med på det men efter ett tag fungerade det inte längre och Fritz utbildade sig till civilingenjör i kemi istället. 
Gjuteriet såldes 1919 till Meyers närmaste man, Arne Spanier (1885–1971), som 1900 kom till firman. Man upprättade inventarielistor över verktyg, material och modeller. Hyran fastställdes för gjuteriets lokaler, som fortfarande ägdes av Meyer. Själva rörelsen såldes för 36 000 kronor (motsvarande drygt 660 000 kronor i 2019 års penningvärde) vilket kan ses som ett "vänskapspris" för ett etablerat företag med välkänt namn.
Efter pensioneringen deltog Meyer inte längre aktiv i gjutningsarbetena utan ägnade sig huvudsakligen åt familjen. Det kunde hända att han uppsökte gjuteriet för att övervaka enstaka gjutningar och tillät Spanier att  märka bronsen med Otto Meyer fud. inte  Otto Meyers eftr. fud. Förkortningen "fud." står för latinets fudit, som betyder "göt" eller "har gjutit". Annars var Spanier alltid noga med att märka sina arbeten med tillägget "efterträdare" (eftr.).
Otto Meyer fann sin sista vila på Norra begravningsplatsen där han gravsattes den 7 oktober 1933. Spanier drev verksamheten fram till sin död 1971. Därefter fortsatte hans son Ove ytterligare två år till 1973 då Meyers konstgjuteri stängde för gott. Den gamla fabriksbyggnaden vid Västmannagatan 81 finns fortfarande kvar. Den renoverades i slutet av 1980-talet och representerar enligt Stadsmuseet i Stockholm "synnerligen höga kulturhistoriska värden".

## Utmärkelser
- 1893: Vasaorden efter gjutningen av Nils Ericsons staty.[18]
- 1906: Kunglig hovleverantör.[12]

## Arbeten i urval

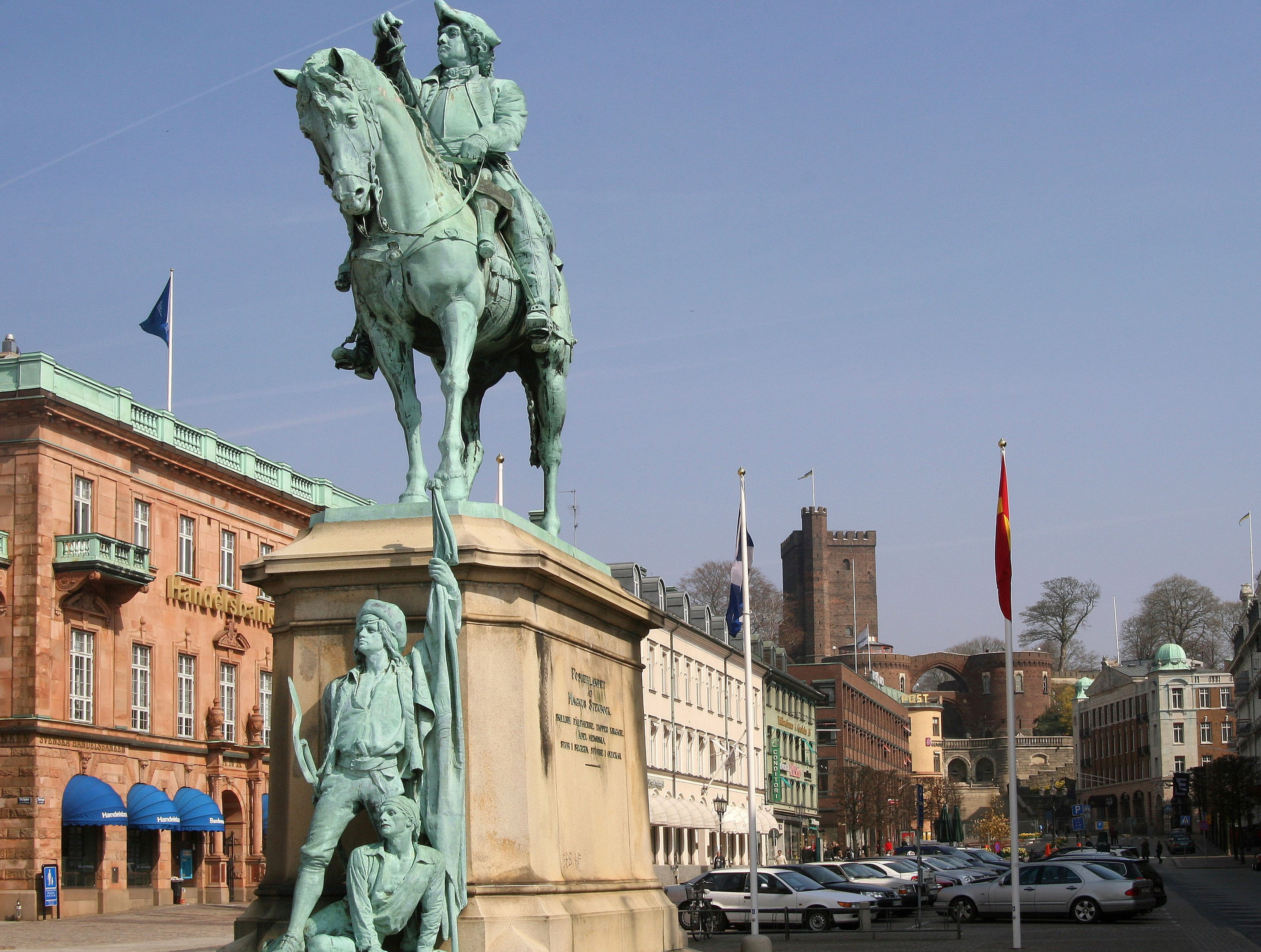
Magnus Stenbock av John Börjeson i Helsingborg (1901) var den första lyckade helsvenska ryttarstatyn.

- Byst av Frithiof Kjellberg visande Manillaskolans grundare Pär Aron Borg (1876).
- Linnémonumentet i Chicago av  Carl Johan Dyfverman (1891).
- Nils Ericsons statyn av John Börjeson utanför Stockholms centralstation (1893)
- Magnus Stenbock av John Börjeson i Helsingborg (1901).
- Karl IX av John Börjeson i Göteborg (1903).
- Gustaf Vasa-statyn av Anders Zorn i Mora (1903).
- Snöklockan av Per Hasselberg i Stockholm (1900) och i Ronneby (1917).
- Karl XV:s staty av Charles Friberg utanför Biologiska museet i Stockholm (1909).
- Morgonbad av Anders Zorn, vid Zorngården i Mora (1909) och Rosenbadsparken i Stockholm (1910).
- Näckrosen av Per Hasselberg på Waldemarsudde (1912).
- Sankt Göran och draken på Köpmantorget i Stockholm (1912).
- Karl X Gustav och Erik Dahlbergh (dubbelstaty) av Theodor Lundberg i Uddevalla (1915).
- Karl X Gustavs ryttarstaty av Gustaf Malmquist utanför Nordiska museet (1917).
- Justitiabrunnen av Gustaf Sandberg och Carl Westman Rådhusparken utanför Stockholms rådhus (1917).

### Bilder (arbeten i urval)
I kronologisk ordning, tillkomstår i parentes.

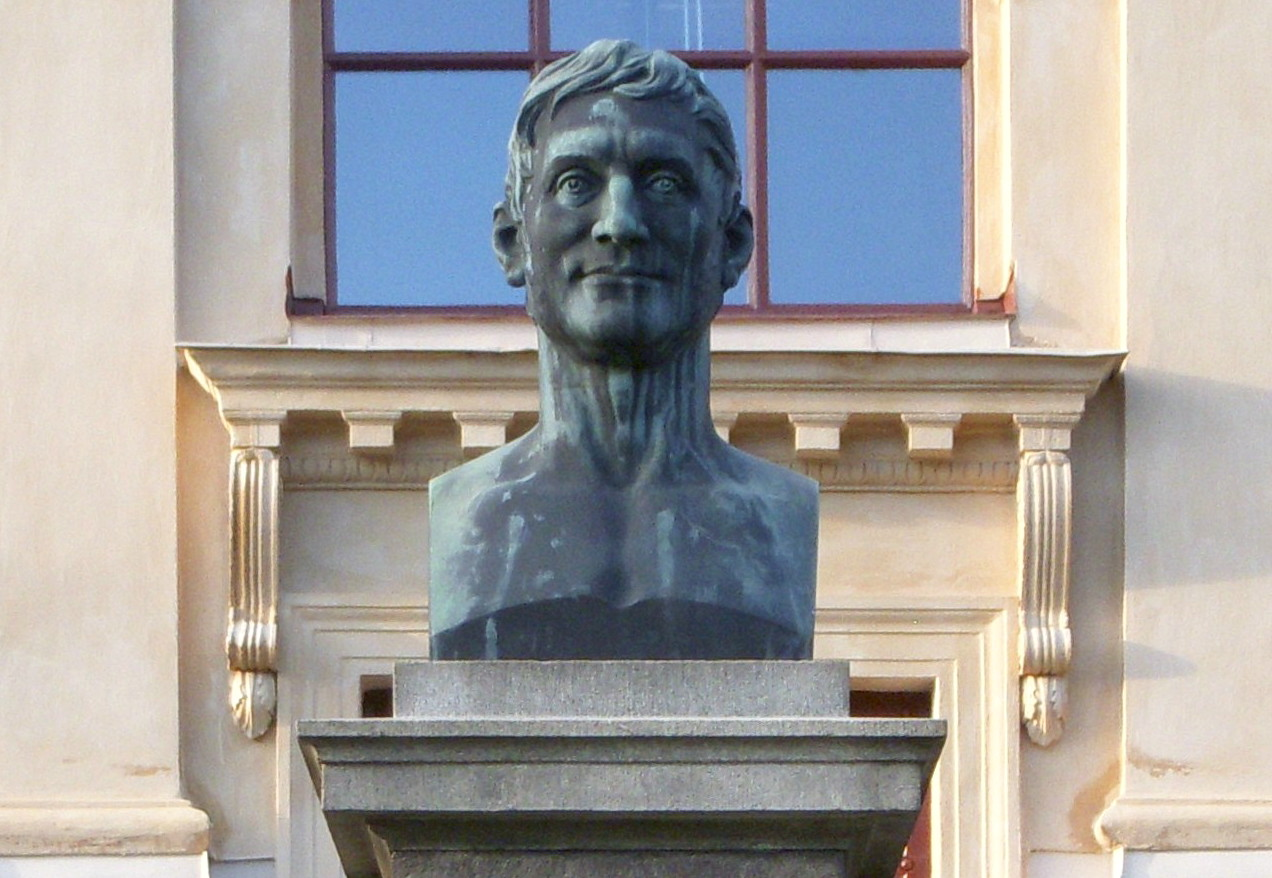
Pär Aron Borgs byst (1876).
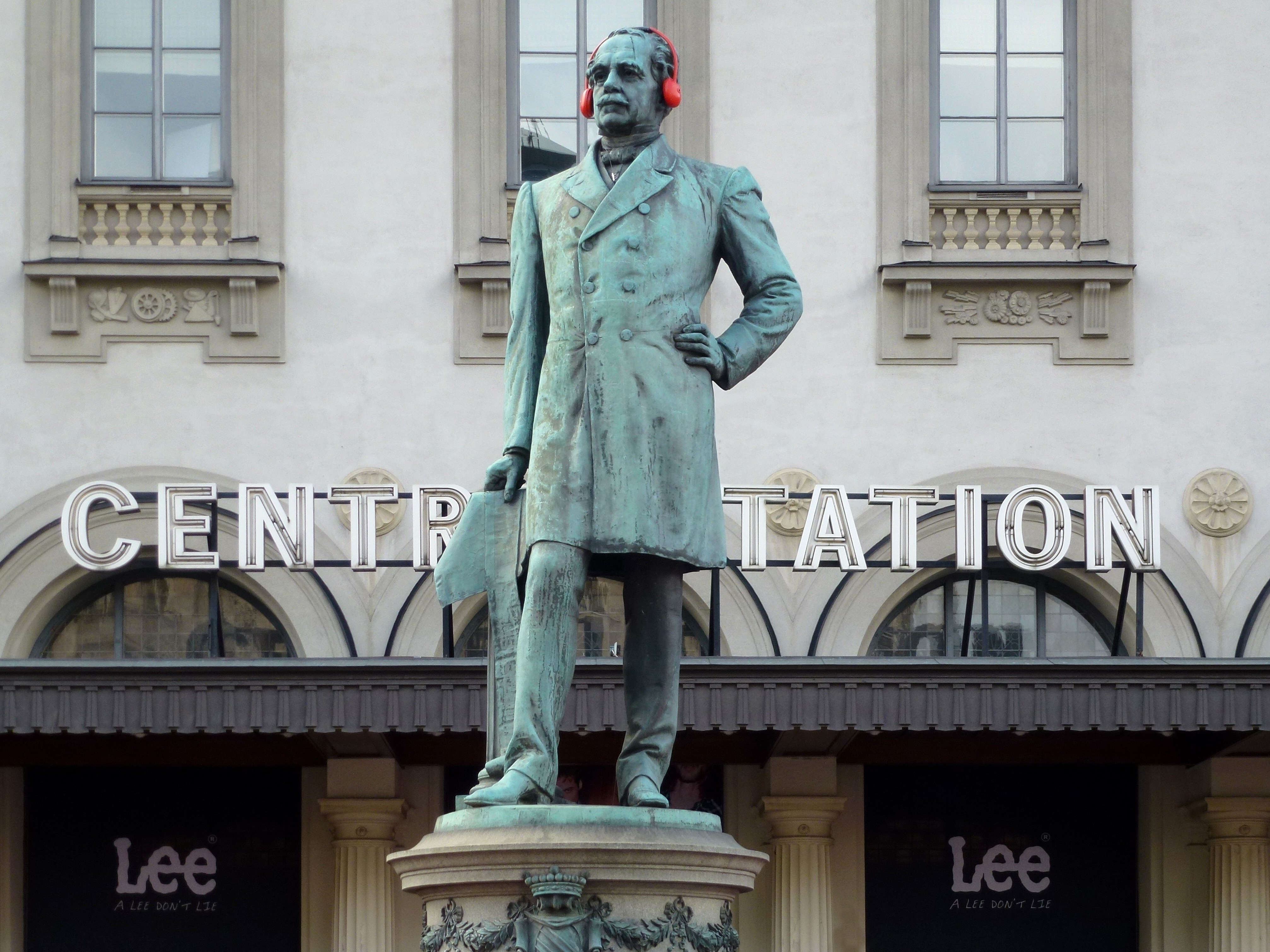
Nils Ericsons staty (1893).
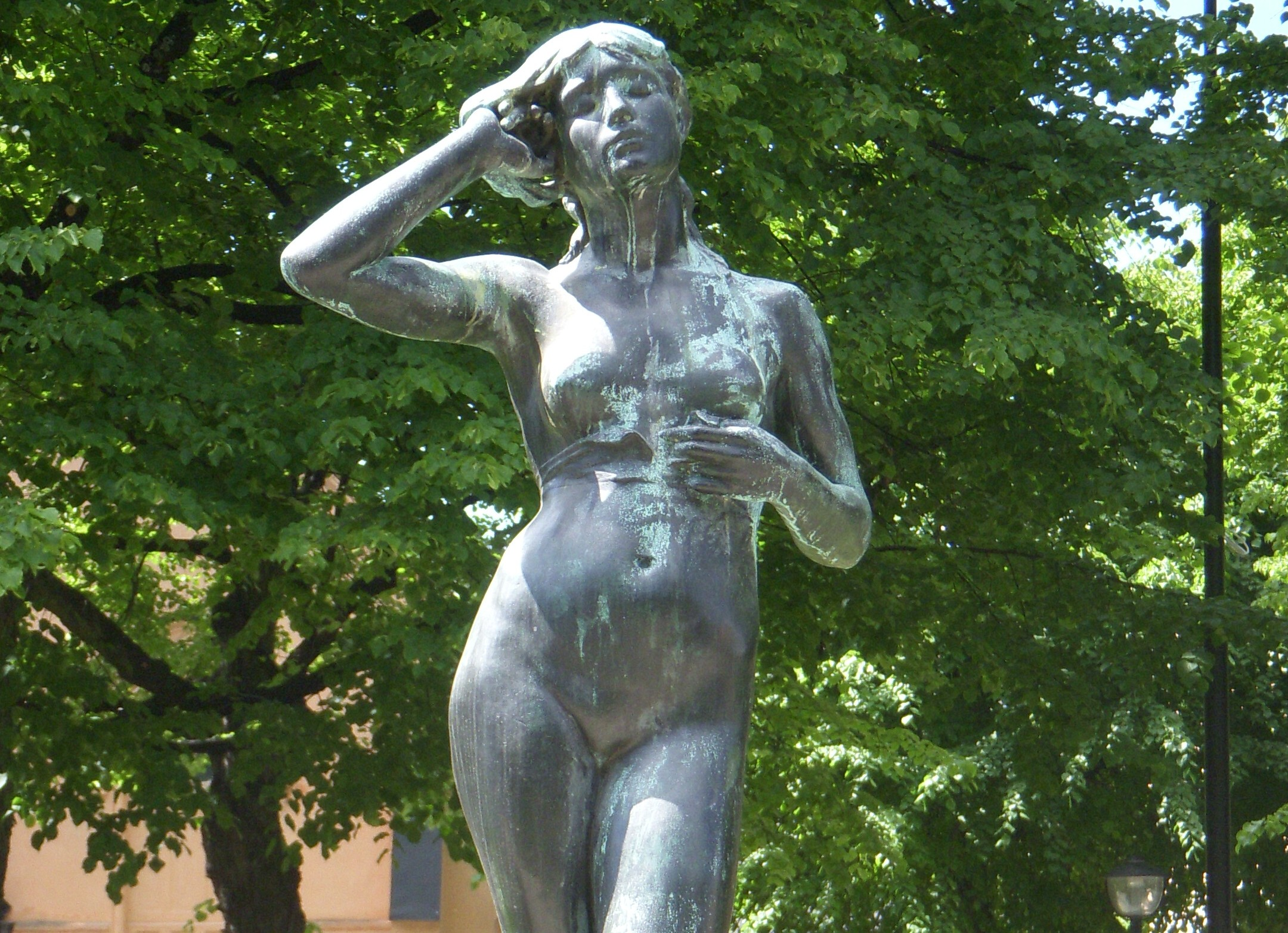
Snöklockan (1900).
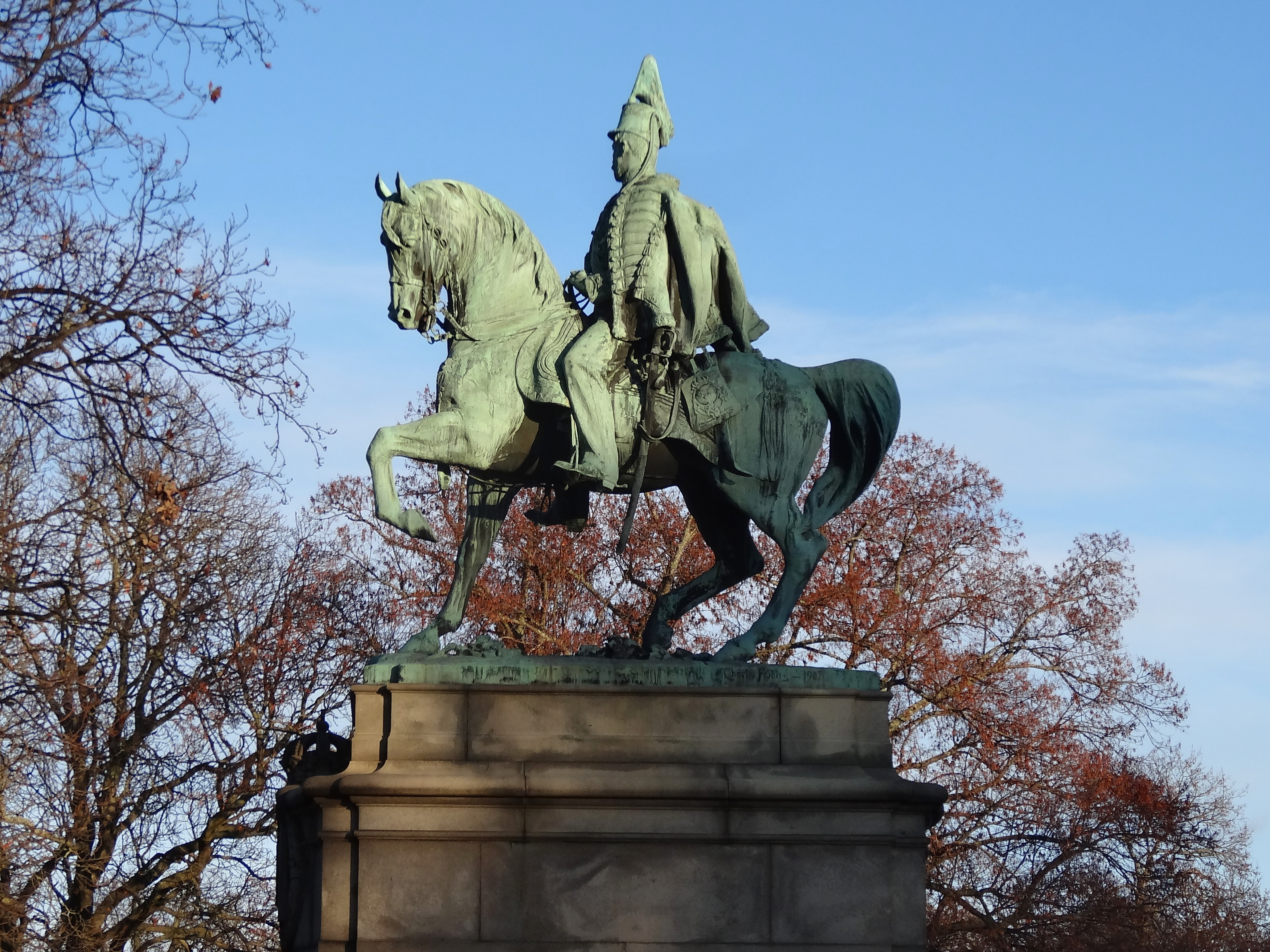
Karl XV:s staty (1909).

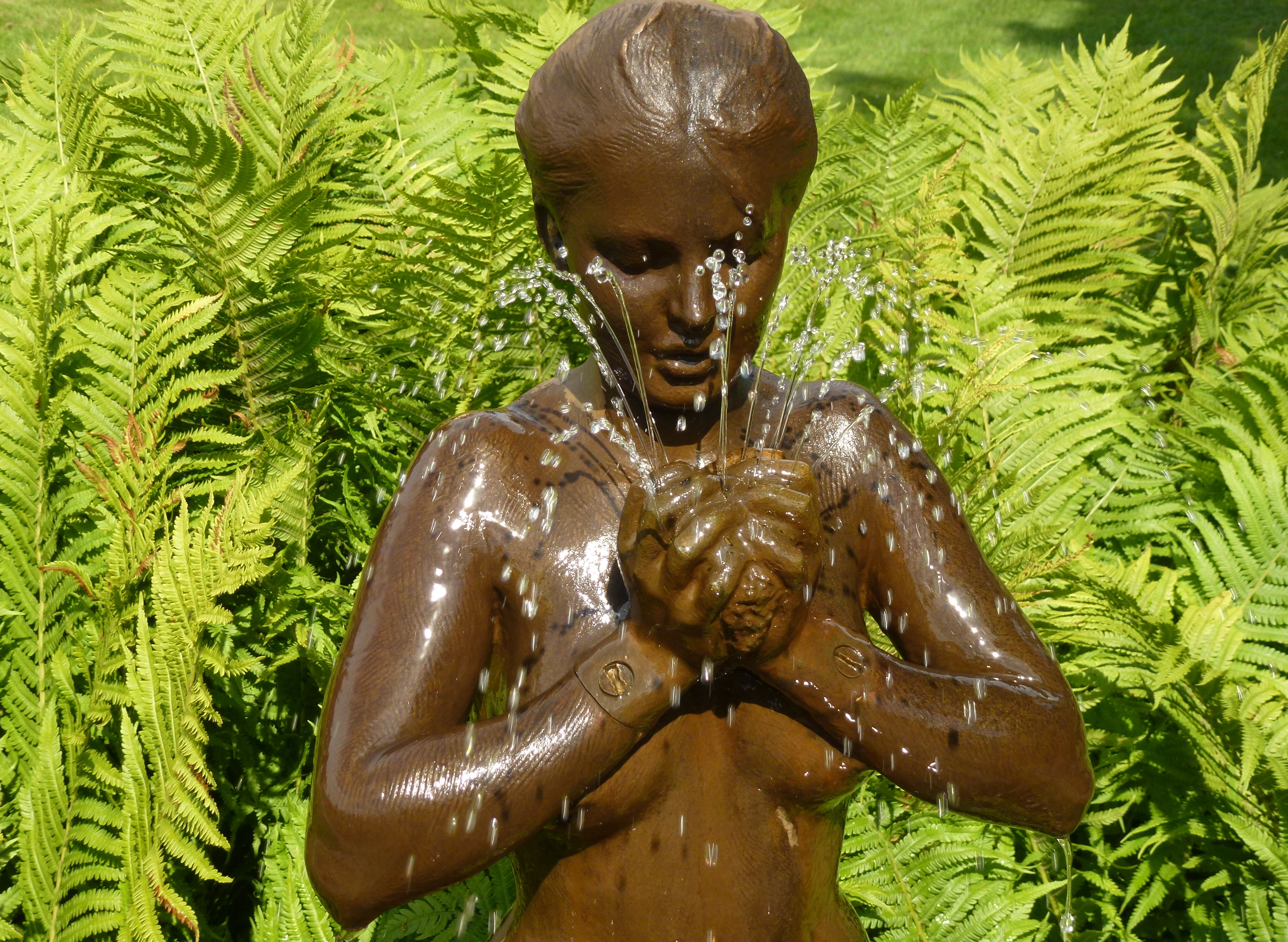
Morgonbad (1909).
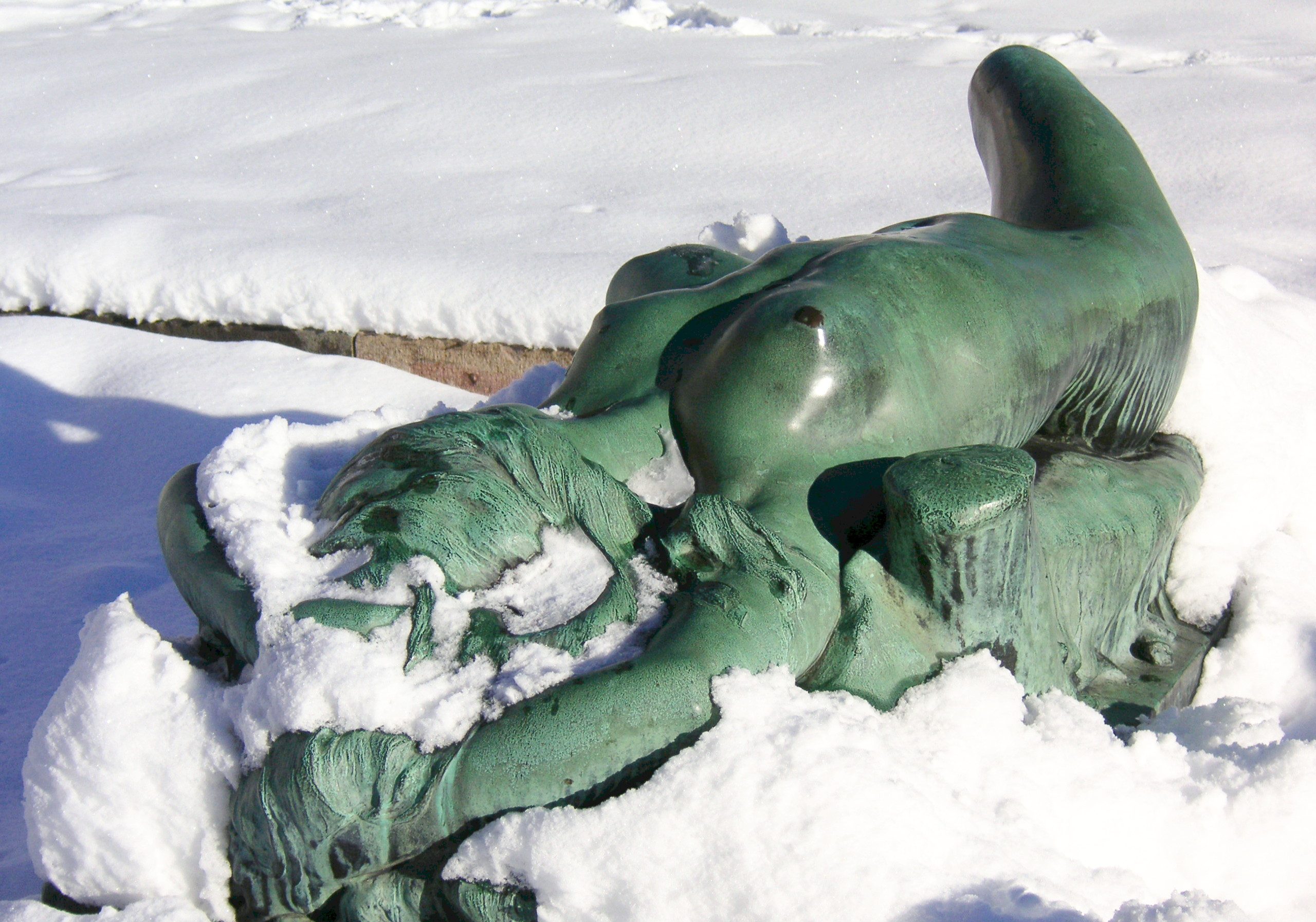
Näckrosen (1912).
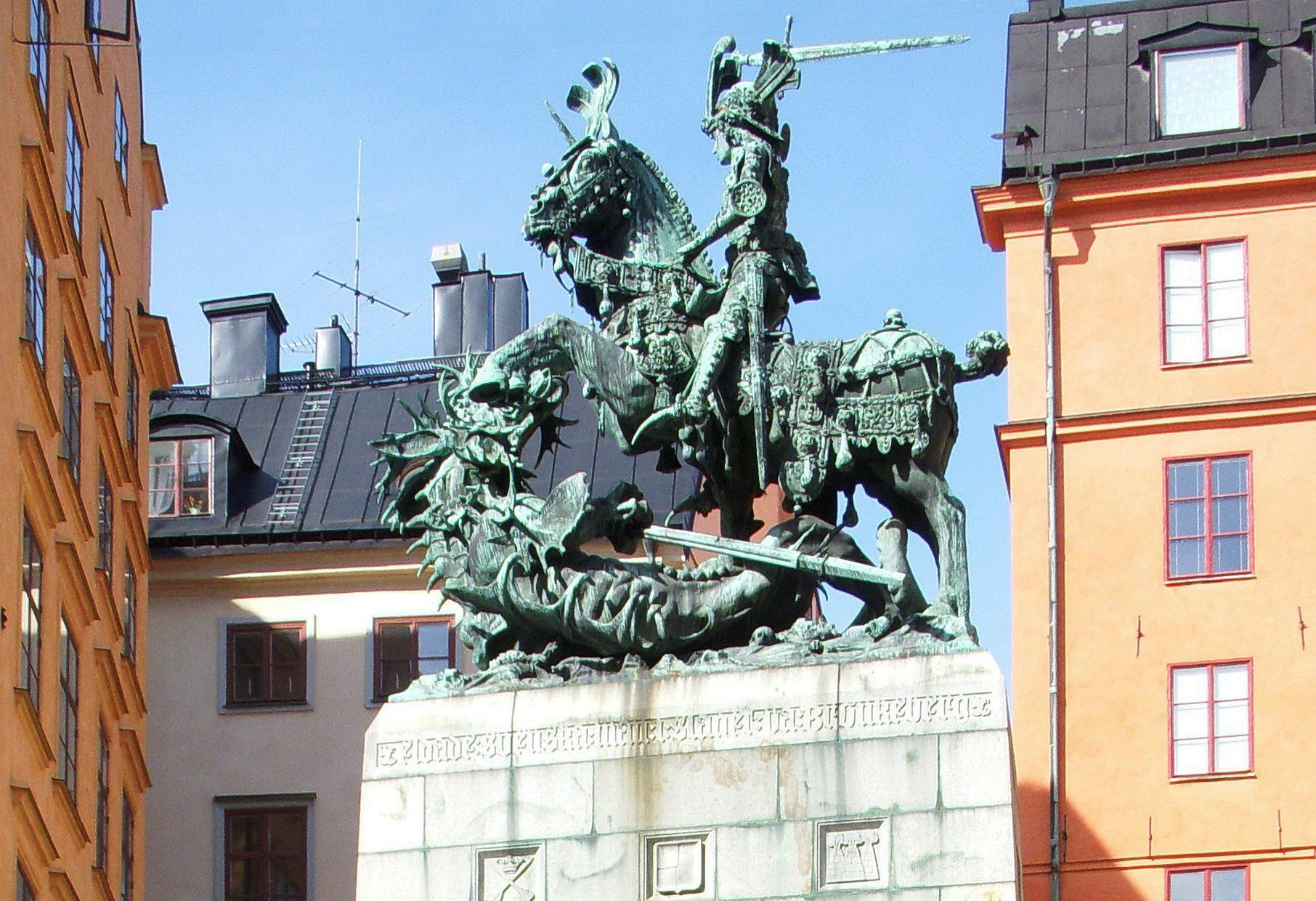
Sankt Göran och draken (1912).
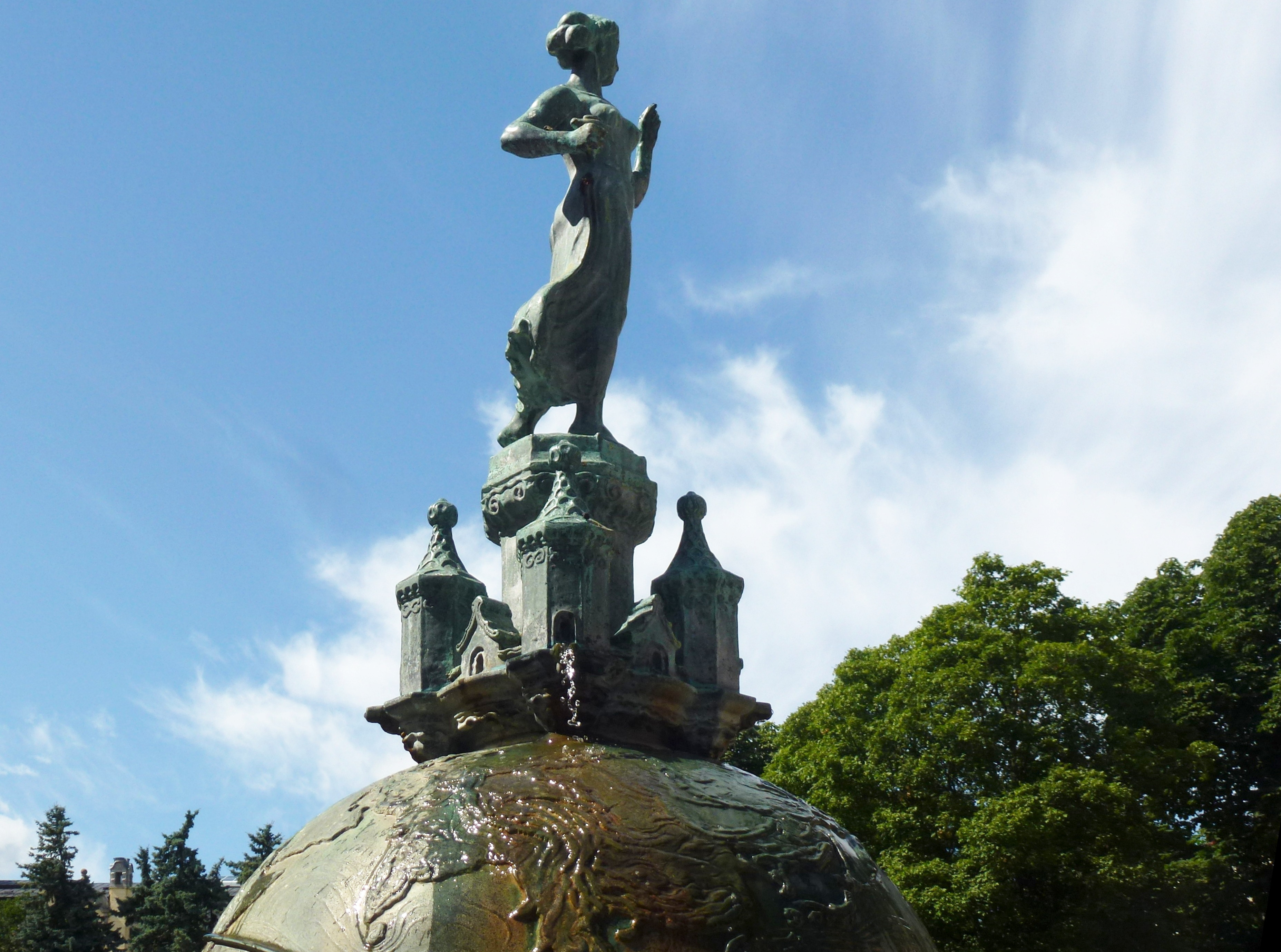
Justitiabrunnen (1917).

### Noter

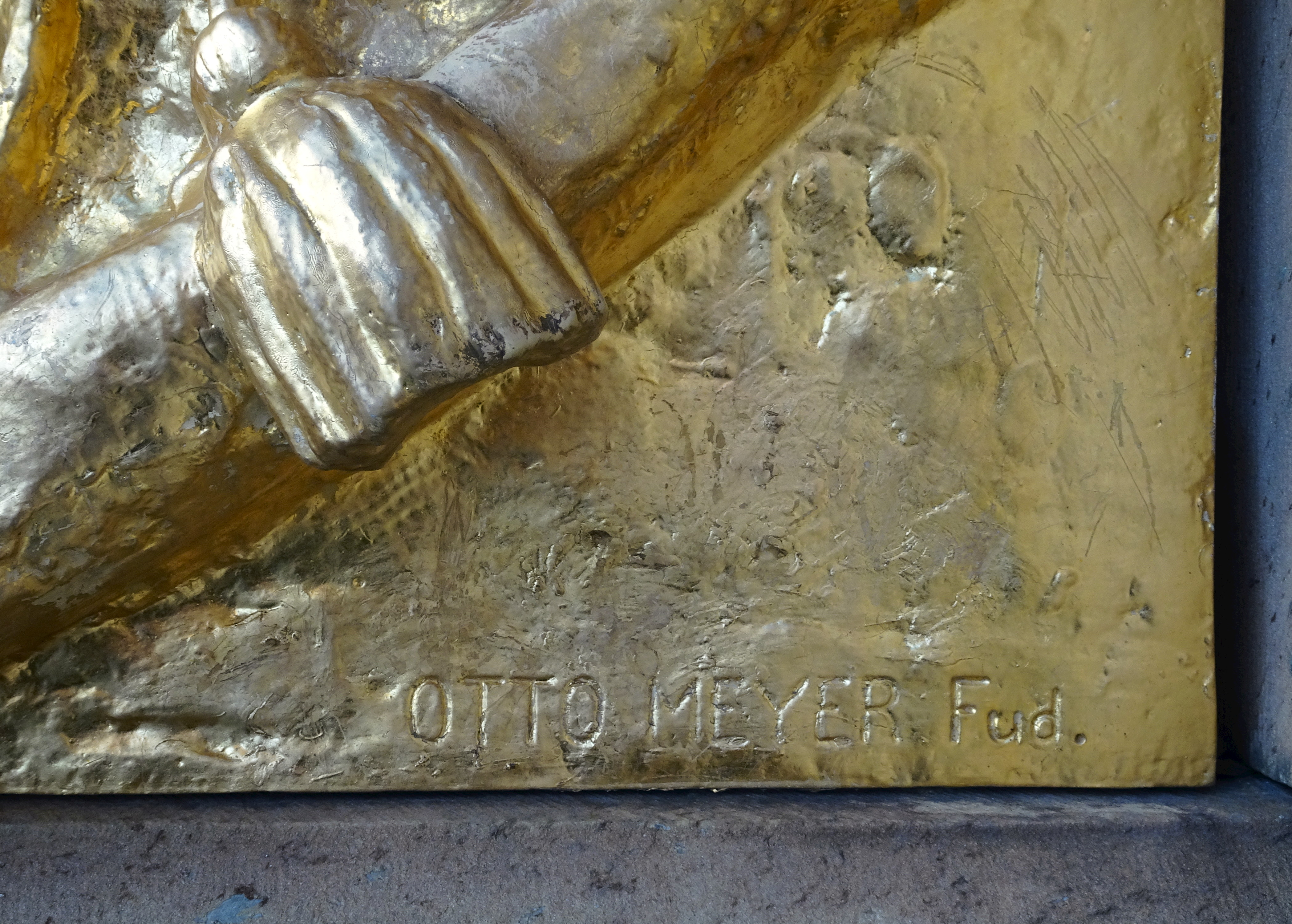
"OTTO MEYER Fud." gjuteristämpel på skulpturen "Dramatiken" vid Kungliga Dramatiska teaterns entré.

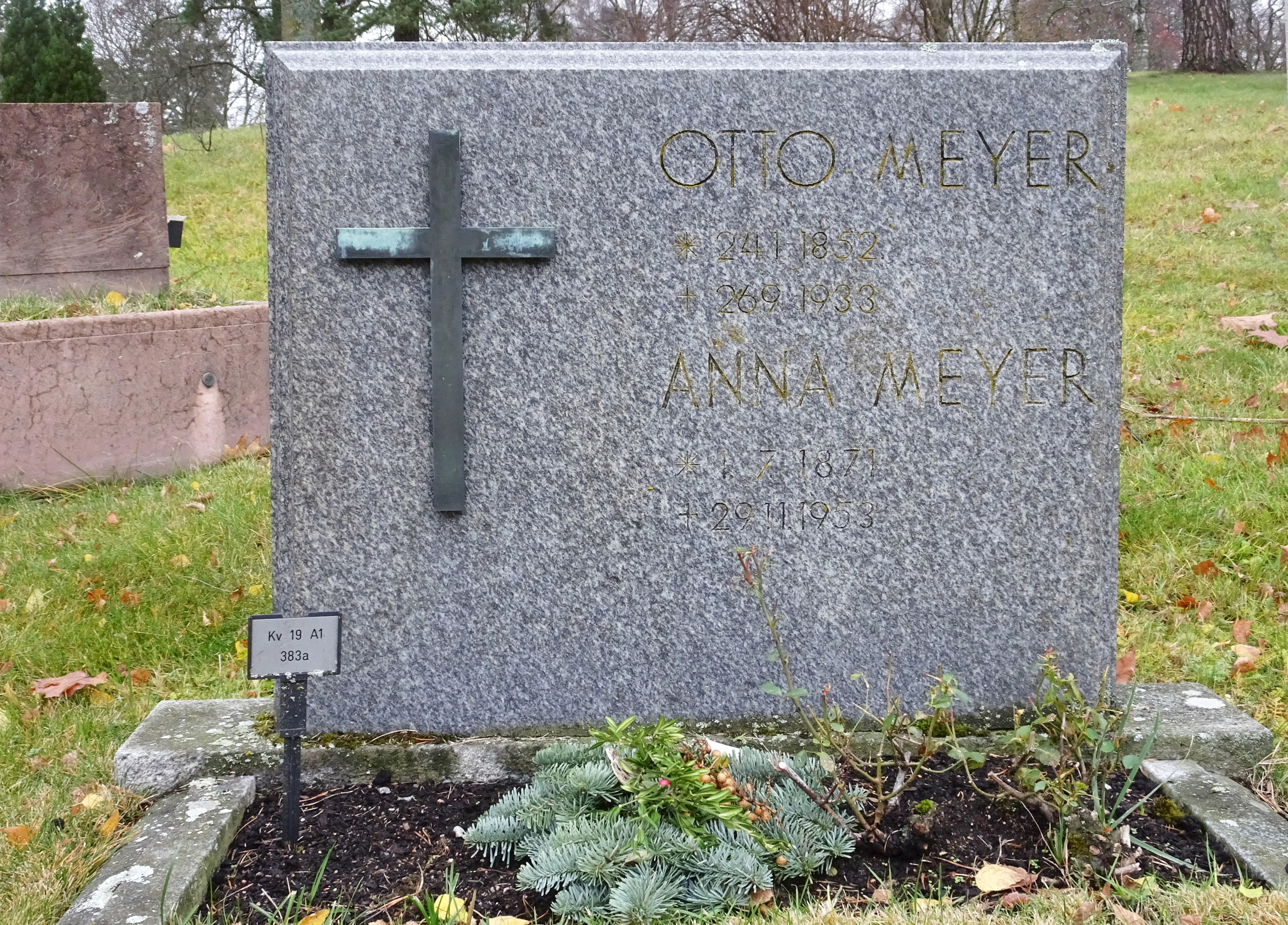
Otto och Anna Meyers gravvård på Norra begravningsplatsen.